# Мантуя (провинция)
Ма́нтуя (итал. Provincia di Mantova, ломб. Pruvincia de Mantua) — провинция в Италии, в регионе Ломбардия.

## География
Граница провинции проходит по нескольким рекам. На западе река Ольо отделяет её от провинции Кремона. На юге — река По, за которой находятся провинции Феррара, Модена, Реджо-Эмилия и Парма. На востоке по реке Минчо проходит граница с провинциями Верона и Ровиго. На северо-западе Мантуя граничит с провинцией Брешиа. Общая площадь провинции составляет 2340 км². Река По является источником наводнений, по её берегам устроены водозащитные дамбы.

### Города
- Аккуанегра-суль-Кизе